# 鳩山内閣メールマガジン
鳩山内閣メールマガジン（はとやまないかくメールマガジン）は、鳩山由紀夫内閣総理大臣の下で内閣官房内閣広報室から発行されていたメールマガジンである。

## 概要
小泉純一郎政権時代の小泉内閣メールマガジンから麻生太郎政権時代の麻生内閣メールマガジンまで四代の自由民主党政権に亙って日本国の内閣からメールマガジンが発行されていたが、政権交代を果たした民主党の鳩山由紀夫政権下でも過去四代と同じく内閣メールマガジンが発行されることが2009年9月18日に内閣広報室より発表され、10月1日創刊準備号が、10月8日に創刊号が配信された。
原則として毎週木曜日に発行し、総編集長は内閣総理大臣鳩山由紀夫自らが務めた。また編集長は内閣官房副長官の松野頼久が担当した。
2010年6月2日に鳩山が退陣を表明し、翌6月3日に第33号をもって終刊となった。約28万人に配信されていた。